# Giriyapura, Channagiri
Giriyapura là một làng thuộc tehsil Channagiri, huyện Davanagere, bang Karnataka, Ấn Độ.